# 犀角金線魮
犀角金線鲃（学名：Sinocyclocheilus rhinocerous）为輻鰭魚綱鯉形目鲤科金线鲃属的其中一種，該物種分布於亞洲中國云南省羅平縣南盤江流域的地下河，本魚體細長而側扁，頭扁平呈鴨嘴狀，背部隆起並向前突出的角狀，口下位，具觸鬚2對，背鰭鰭條7枚，末端變硬，具鋸齒狀邊緣，胸鰭長，向後延伸至腹鰭起點，側線明顯，側線鱗35-40枚，尾鰭叉形，體色為褐色，腹部顏色略淡，體長可達9.7公分，棲息在地下河流域，生活習性不明。

## 扩展阅读
維基物種上的相關：犀角金線魮